# 샐러드 그릇

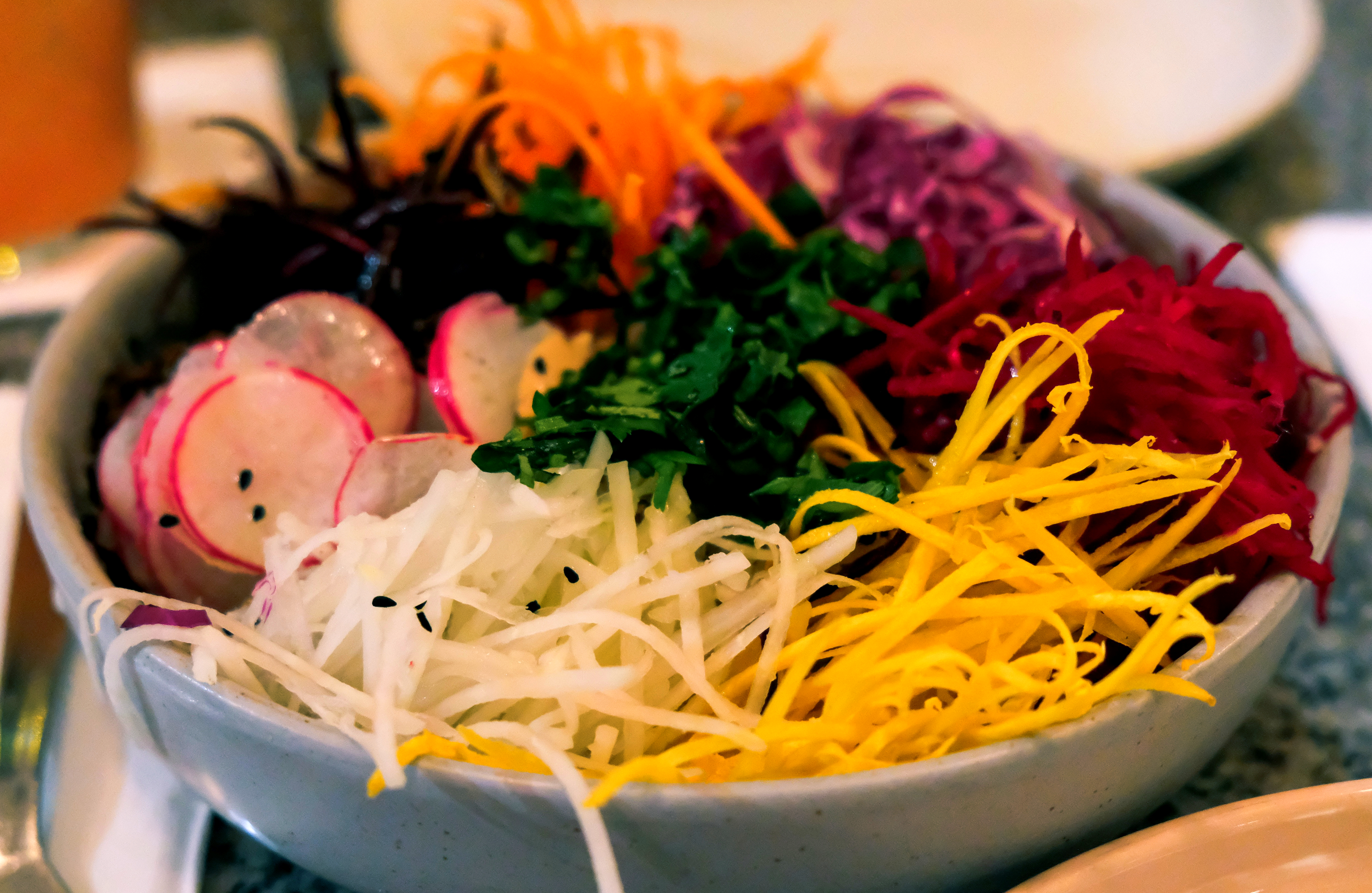
샐러드

샐러드(영어: salad 샐러드[*])는 서로 다양한 문화를 가진 사회 구성원들이 각자의 문화 정체성을 유지하며 사회 내에서 조화로운 통합을 이루어나가게 하는 이론이라 할 수 있다. (샐러드 볼(salad bowl) 이론 혹은 샐러드(salad) 이론으로 불린다.) 서로의 특성을 지켜나가며 어우러지는 조화를 추구한다는 점에서 샐러드와 비슷하기에 이러한 이름이 붙었다.
20세기 후반에 들어 세계화가 촉진되며 이전의 다문화주의 이론이었던 인종의 용광로(melting pot)에 대한 대안으로 나온 미국의 사회구조 이론중 하나이며, 상대적으로 문화의 정체성을 최대한 유지하는 개념이라 볼 수 있다. 가장 대표적인 예가 바로 미국의 뉴욕, LA인데 이 곳에서는 다양한 문화를 가진 사람들이 각자의 문화를 나름대로 지켜나가면서, 큰 틀 내에서 조화를 이루며 살아가고 있다는 점에서 샐러드 이론이 가장 잘 적용된 예시라고 할 수 있다. 
캐나다의 경우에는 이 이론이 문화 모자이크 이론으로 더 구체화되었다. 또한 유럽의 경우에는 '유럽 외 국가 통합 정책'에서 잘 알아볼 수 있다. 이 정책은 서로 각기 다른 문화를 가진 시민 사회들간의 대화를 촉진하고, 이들 모두를 아우를 수 있는 단일 모델을 연구하며, 유럽 외부에서 온 사람들에게 경제적, 정책적인 지원을 해주는 것을 장려한다. 
샐러드 이론에서는, 미국의 경우와 같이 서로 다른 문화들이 모여 조화를 이루지만, 용광로 이론이 주장하는 것과 같이 하나의 동질한 문화를 형성하지는 아니한다.  전자의 경우에는 다양한 문화들이 존재하는 사회를 추구하고, 후자의 경우에는 다양한 문화들이 하나의 문화 속에 녹아들어 단일한 문화를 형성하는 것을 추구한다는 점에서, 둘의 차이점을 찾아볼 수 있다. 
다른 이론들과 같이, 샐러드 이론에는 이를 찬성하는 사람들과 반대하는 사람들이 있다. 찬성하는 사람들은 어떤 사람이 한 '국가'에 속하기 위해서 필요한 것은 국가에 대한 애국심과 시민권일 뿐이지, 그가 어떤 문화를 가지고 있는지가 문제되지 않는다고 생각한다. 반면 반대하는 사람들은 '국가'의 공통적인 정체성을 유지하기 위해서는 후손들에게 공통으로 물려줄 수 있는 '공통의 문화'가 필요하다고 주장한다.

## 같이 보기
- 호주의 다문화주의(영어판)